# Faetó (carruatge)

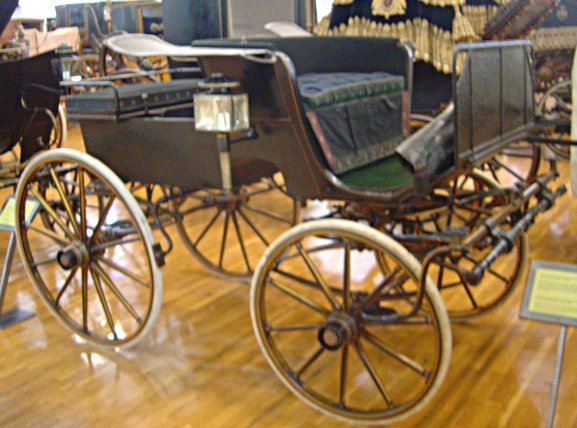
Faetó

El faetó és un carruatge de quatre rodes que es pot cobrir a voluntat amb capota. Duu seient circular en la davantera i caixa per a altre seient posterior. Per a entrar en ell cal passar per sobre d'una roda servint d'estrep el poal d'aquesta. Altres vegades, es col·loquen estreps reduint el diàmetre de les rodes. També duu seient posterior per als servents amb estreps entre les rodes i la caixa.

## Tipus de faetó
- Faetó de fletxa. El qual es munta en fletxa a dotze ressorts. En tal cas és de gran luxe podent suprimir-se la capota posant seients de balustres.
- Faetó de senyora. És un duc amb seient de faetó: seient posterior per al lacai.
- Faetó de portes. Més gran que l'anterior, duu entre les rodes portes i estreps d'accés.
- Faetó lleuger. Model el seient posterior del qual va muntat sobre unes palometes o suports en cambra de cercle que es recolzen en el joc del darrere. Pot tenir o no capota.
- Faetó-vagoneta. Model que duu en la part posterior dos seients laterals amb porta i estrep en la del darrere com el break. Els seients són mòbils i poden substituir-se per un de faetó convencional.
- Faetó americà. És un faetó amb portes i doble *capota que cobrix als dos seients de manera que traslladant els suports davanters al costat dels posteriors, es plega com una capota ordinària.